# 清原元輔
清原 元輔（きよはら の もとすけ）は、平安時代中期の貴族・歌人。内蔵允・清原深養父の孫で、下総守・清原春光の子。官位は従五位上・肥後守。娘に清少納言がいる。三十六歌仙の一人。

## 経歴
村上朝の天暦5年（951年）正月に河内権少掾に任ぜられるが遙任であったらしく、同年10月に勅撰和歌集撰集の命により、元輔は撰和歌所寄人に任ぜられ、梨壺の五人の一人として『万葉集』の訓読作業や『後撰和歌集』の編纂に当たった。応和元年（961年）少監物に任ぜられると、翌応和2年（962年）中監物に昇格する。
大蔵少丞を経て、冷泉朝初頭の康保4年（967年）10月に民部卿・藤原在衡の申請によって民部少丞に転じ、12月には民部大丞に昇格する。
円融朝初頭の安和2年（969年）62歳にして従五位下・河内権守に叙任された。天延2年（974年）周防守に任ぜられ遂に受領となるが、周防国は長門国・河内国とともに時として鋳銭司がおかれて貨幣の鋳造が行われることがあったが、この時もこの鋳銭事業が行われたらしく元輔は鋳銭長官も兼ねている。また、周防守在任中に薬師寺の廓の造営を担当し、その功労により天元3年（980年）従五位上に叙せられている。
寛和2年（986年）79歳の高齢で肥後守に任ぜられ、再び受領として九州に赴く。元輔は上国である周防国の受領を一期勤め上げたことから、一定程度の経済基盤を築いたと想定されるが、子息の官途がはかばかしくなかったことから、清原家の家庭経済はそれほど裕福でなかった可能性があり、それが高齢での地方赴任に繋がったとも考えられる。また、この任官は娘（清少納言）婿の橘則光の母で、花山天皇の乳母である右近が天皇に強力に推薦した結果と想定される。
永祚2年（990年）6月に赴任5年目にして任地にて卒去。最終官位は従五位上行肥後守。享年83、当時としては非常に長命であった。
熊本市の清原神社（北岡神社飛地境内）に、祭神として祀られている。

## 人物

### 歌人としての評価
『後撰和歌集』を編纂した梨壺の五人のひとりとして、40代の村上朝から名声高く、歌人として特殊な地位を得ていた。藤原公任による『三十六歌仙』や、藤原定家の『百人一首』に選ばれるとともに、『拾遺和歌集』（49首）以下の勅撰和歌集に106首が入集するなど、『二十一代集』の著名作者として重視すべき歌人の地位にある。
- 小倉百人一首 42番

ちぎりきな かたみに袖を しぼりつつ 末の松山 浪こさじとは

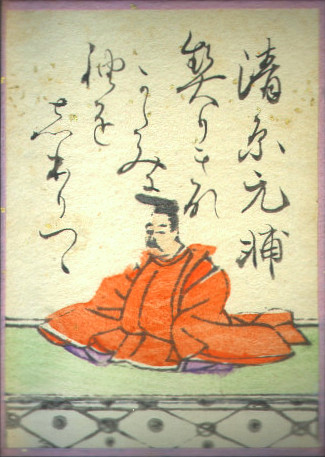
小倉百人一首の読み札に描かれた清原元輔の肖像。

家集に『元輔集』がある。群書類従本156首、歌仙歌集本262首、前田家本192首があり、他人の作品や重複を除いて実数は510首にのぼる。これらによると、元輔は当時の権力者の家に頻繁に出入りして、儀礼の具として製作した和歌が多く、これを準職業的なものとしていたらしい。特に、小野宮家の藤原実頼・頼忠・実資らに対するものは20首を越えている。
元輔が歌人として高名だったことは、没後の一条朝における以下のような逸話から窺える。
- 女房勤めした折に清少納言が「父の名を辱めたくないので歌は詠まない」といって許された（『枕草子』）。
- 中宮・藤原定子から「元輔が 後といはるる 君しもや 今宵の歌に はづれてはをる」との和歌が清少納言に贈られた（『枕草子』）[10]

また、鎌倉時代の順徳天皇も、元輔と大中臣能宣とを並べて「重代為すの上、尤も然るべき歌人也」と評している（『八雲御抄』）
和歌の製作態度は沈思型ではなく、口に任せて和歌を即吟したと言われている（『袋草子』）

### 逸話
元輔が賀茂祭の奉幣使を務めた際に落馬し、冠が滑り落ちて禿げ頭が露わになった。夕日を浴びた禿頭が爛々と輝く様を周囲の者が見苦しいと笑うと、元輔は脱げ落ちた冠をかぶろうともせずに、落馬して冠を落とした人々の例を挙げて物見車の一台一台に長々と丁寧に弁解し、理屈を述べて歩いた。その様子を見て、見物人はさらに面白がった。元輔は世慣れた人物で、いちいち物事を面白おかしく言って人を笑わせることを役目とする老人だったと語り継がれていた、いう逸話がある（『今昔物語集』『宇治拾遺物語』）。清原元輔のひょうきんな一面をうかがうことができる。

## 官歴
『三十六人歌仙伝』による。
- 天暦5年（951年） 正月：河内権少掾
- 応和元年（961年） 3月：少監物
- 応和2年（962年） 正月：中監物
- 康保3年（966年） 正月：大蔵少丞
- 康保4年（967年） 10月：民部少丞。12月：民部大丞
- 安和2年（969年） 9月21日：従五位下。10月：河内権守
- 天延2年（974年） 正月：周防守。8月：兼鋳銭長官
- 天元3年（980年） 3月19日：従五位上（薬師寺造営功）
- 寛和2年（986年） 正月：肥後守

## 系譜
- 父：清原春光[注釈 1][注釈 2]
- 母：高向利生の娘
- 妻：周防命婦[注釈 4]
- 生母不詳の子女
  - 男子：清原為成（945年頃 - 1025年）[15]
  - 男子：清原致信（? - 1017年）[16]
  - 男子：戒秀（? - 1015年）[16]
  - 男子：清原正高（? - 1027年） - 豊後清原氏の祖
  - 女子：清少納言（966年 - 1025年）[16] - 橘則光室のち藤原棟世室
  - 女子：藤原理能室[17]

## 関連作品
- 『マイマイ新子と千年の魔法』（2009年、アニメーション映画、声：塚田正昭）
- 『光る君へ』（2024年、NHK大河ドラマ、演：大森博史）